# Móritz Mária
Móritz Mária (Szabadka, 1815. május 19. (keresztelés) – Szombathely, 1905. június 14.) színésznő, Szuperné Mórocza Antónia nővére.

## Életútja
Móritz György szabadkai asztalosmester és Köpedi Borbála leányaként született. 1837. május 5-én lépett a színipályára. Az 1840-es években ünnepelt művésznője volt első férje, Fekete Gábor színigazgató híres társulatának. Később Kocsisovszky Jusztin felesége lett. 1871-ig, második férje haláláig működött dicsőséggel, majd ekkor annak társulatát az évad végével átadta Lászy Vilmosnak és visszavonult. Ezután fogadott leánya, Kocsisovszky Borcsa színésznő családjánál élt. Később – haláláig – Szombathelyen élte utolsó éveit unokahúgánál, Balogh Gabriella tanítónőnél. 90 éves korában hunyt el végelgyengülés következtében.